# Apricot
Apricot az Amerikai Egyesült Államok északnyugati részén, Washington állam Benton megyéjében elhelyezkedő önkormányzat nélküli település.
Az 1916-ban alapított települést a Yakima Irrigating and Improvement Company nevezte el a sárgabaracktermő vidékről. A település egykor a Northern Pacific Railroad vasúti szárnyvonalán feküdt.

## Fordítás
- Ez a szócikk részben vagy egészben  az   Apricot, Washington című angol Wikipédia-szócikk ezen változatának fordításán alapul.  Az eredeti cikk szerkesztőit annak laptörténete sorolja fel. Ez a jelzés csupán a megfogalmazás eredetét és a szerzői jogokat jelzi, nem szolgál a cikkben szereplő információk forrásmegjelöléseként.